# Moxifloxacină
Moxifloxacina (denumirea comercială Avelox) este un antibiotic din clasa fluorochinolonelor utilizat în tratamentul unor infecții bacteriene. Printre acestea se numără pneumonia, conjunctivita, endocardita, tuberculoza și sinuzita. Căile de administrare sunt oral, intravenos sau sub formă de picături oftalmice (colire).
Se află pe lista medicamentelor esențiale ale Organizației Mondiale a Sănătății.

## Efecte adverse
Printre reacțiile adverse comune se numără: diaree, amețeli, cefalee. Efecte adverse severe, tipice fluorochinolonelor, sunt: tendinitele și rupturile de tendoane, neuropatia periferică și înrăutățirea simptomatologiei în miastenia gravis.